# Langhirano
Langhirano (emilián nyelven Langhiràn) település Olaszországban, Emilia-Romagna régióban, Parma megyében. Lakosainak száma 10 765 fő (2023. január 1.). Langhirano Calestano, Felino, Neviano degli Arduini, Parma, Tizzano Val Parma, Corniglio és Lesignano de’ Bagni községekkel határos.

## Népesség
A település lakossága az elmúlt években az alábbi módon változott:
| Lakosok száma | 10 372 | 10 346 | 10 765 |
|               | 2017   | 2018   | 2023   |